# 2002-es magyar asztalitenisz-bajnokság
A 2002-es magyar asztalitenisz-bajnokság a nyolcvanötödik magyar bajnokság volt. A bajnokságot március 1. és 3. között rendezték meg Budapesten, a Statisztika Marczibányi téri csarnokában.

## Eredmények
| Versenyszám  | Arany                                                          | Arany | Ezüst                                                           | Ezüst | Bronz | Bronz |
| ------------ | -------------------------------------------------------------- | ----- | --------------------------------------------------------------- | ----- | --- | ----- |
| Férfi egyéni | Lindner Ádám Postás-Matáv SE                                   |       | Pázsy Ferenc Postás-Matáv SE                                    |       | Zoltán Zoltán Kecskeméti SpartacusGerold Gábor Postás-Matáv SE                                                                           |       |
| Női egyéni   | Braun Éva BSE                                                  |       | Lovas Petra Orosházi MTK                                        |       | Tóth Krisztina TSV Busenbach Éllő Vivien Statisztika Petőfi SC                                                                           |       |
| Férfi páros  | Gerold Gábor, Lindner Ádám Postás-Matáv SE                     |       | Pagonyi Róbert, Zoltán Zoltán Ceglédi VSE, Kecskeméti Spartacus |       | Németh Károly, Marsi Márton BVSCFazekas Péter, Magyar László BVSC                                                                        |       |
| Női páros    | Fazekas Mária, Lovas Petra Statisztika Petőfi SC, Orosházi MTK |       | Braun Éva, Iszajeva Anna BSE                                    |       | Póta Georgina, Csernyik Ildikó Statisztika Petőfi SCTóth Krisztina, Kertai Rita TSV Busenbach , Postás-Matáv SE                          |       |
| Vegyes páros | Bátorfi Zoltán, Tóth Krisztina Postás-Matáv SE, TSV Busenbach  |       | Lindner Ádám, Kertai Rita Postás-Matáv SE                       |       | Somosi Miklós, Póta Georgina Kecskeméti Spartacus, Statisztika Petőfi SCPázsy Ferenc, Molnár Zita Postás-Matáv SE, Statisztika Petőfi SC |       |